# Czarna Staszowska

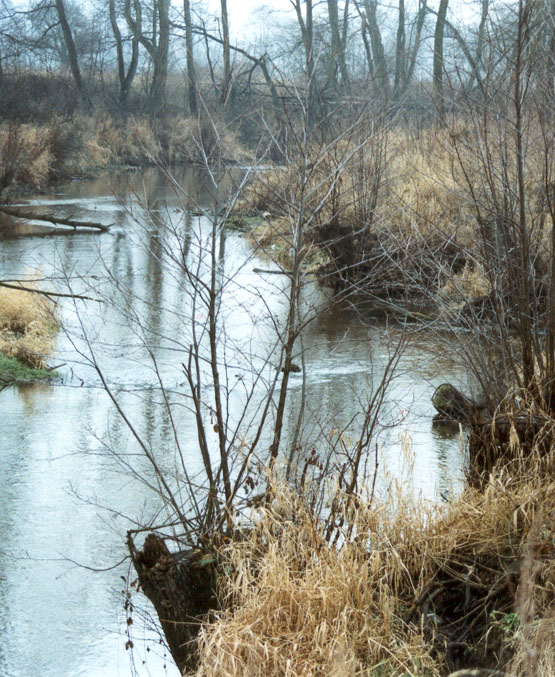
Natürliches Bett der Czarna bei Staszów

Die Czarna Staszowska ist ein linker Zufluss der Weichsel in Polen. Sie entspringt im Reżerwat Biale Lugi in den Heiligkreuzbergen (Kielcer Bergland), verläuft in südsüdöstlicher Richtung durch die Kreisstadt Staszów und mündet bei Połaniec nach einem Lauf von 61 km in die Weichsel, nachdem sie kurz zuvor die Wschodnia aufgenommen hat. Ihr Einzugsgebiet wird mit 1358,6 km² angegeben, der mittlere Abfluss bei Polaniec mit 5 m³/s. Unterhalb von Raków durchfließt die Czarna das Staubecken von Chańcza.